# Aereogramme
Aereogramme fue un grupo de indie rock y rock alternativo de Glasgow, Escocia, formado por Craig B. (voz y guitarra) Iain Cook (guitarra y programación), Campbell McNeil (bajo) y Martin Scott (batería).

## Discografía

### Álbumes
- A Story in White (2001), Chemikal Underground
- Sleep and Release (2003), Chemikal Underground
- Seclusion (2004), Undergroove Records
- My Heart Has a Wish That You Would Not Go (2007), Chemikal Underground/Sonic Unyon

### EP
- Glam Cripple EP (2000)
- White Paw EP (2001)
- Livers & Lungs EP (2003)
- In the Fishtank 14 - álbum split con Isis (2006)